# Прапор Лозової
Пра́пор Лозово́ї — один із символів міста Лозова Харківської області.

## Опис прапора
Прапор міста являє собою прямокутне полотнище, яке складається з двох рівновеликих смуг малинового та зеленого кольорів. На верхній малиновій смузі у лівому кутку зображено перехрещені срібні стріли та золоту гілку лози.
Співвідношення ширини до довжини прапора — 2:3. Прапор міста двосторонній.

## Значення символів
- Малиновий колір — колір козацьких стягів.
- Зелений — колір герба Харківської області.
- Гілка лози пояснює назву міста.
- Чотири перехрещені стріли символізують історичне розташування міста на перетині чотирьох важливих торгових шляхів.